# Средницька волость
Средницька волость — історична адміністративно-територіальна одиниця Ковенського повіту Ковенської губернії (попередньо — Литовської та Віленської губерній).
Станом на 1886 рік складалася з 44 поселень, 3 сільських громад. Населення — 2980 осіб (1435 осіб чоловічої статі та 1545 — жіночої), 228 дворових господарств.
|                     | Площа, десятин | У тому числі орної, дес. |
| ------------------- | -------------- | ------------------------ |
| Сільських громад    | 3677           | 2480                     |
| Приватної власності | 6993           | 2813                     |
| Казенної власності  | —              | —                        |
| Іншої власності     | —              | —                        |
| Загалом             | 10670          | 5293                     |

Найбільше поселення волості:
- Средники — містечко за 42 версти від повітового міста, 1373 особи, 160 дворів, костел, богодільня, синагога, єврейська школа, пивоварений завод, 10 лавок, 7 постоялих дворів, базари по середах. За 4 версти — усадьба Подубись-Бельведер, пивоварений завод, водяний млин.